# 邦西尼
邦西尼（法語：Bancigny，法語發音：[bɑ̃siɲi]）是法国上法蘭西大區埃纳省的一个市镇，属于韦尔万区。

## 地理
邦西尼（49°48'2"N, 4°2'1"E）面积3.32 平方千米，位于法国上法蘭西大區埃纳省，该省份为法国北部内陆省份，北起北部省，西接索姆省和瓦兹省，东临阿登省和马恩省，西南至塞纳-马恩省，东北部与比利时接壤。
与邦西尼接壤的市镇（或旧市镇、城区）包括：达尼朗贝西、让特、楠塞勒拉库尔、普洛米永。

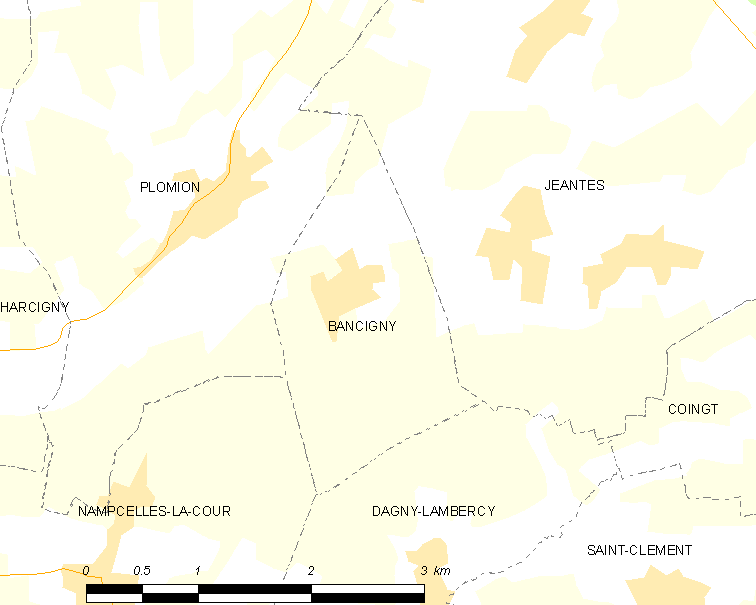
邦西尼的OSM定位图

邦西尼的时区为UTC+01:00、UTC+02:00（夏令时）。

## 行政
邦西尼的邮政编码为02140，INSEE市镇编码为02044。

## 政治
邦西尼所属的省级选区为韦尔万县。

## 人口

1962-2008年间邦西尼人口变化图示

邦西尼于2022年1月1日时的人口数量为25人。